# ساريما
ساريما (بالإستونية: Saaremaa) هي أكبر جزيرة في إستونيا تقع في بحر البلطيق. يبلغ عدد سكانها 30,966 نسمة (بكثافة 13.5 شخص لكل كيلومتر مربع) وذلك حسب إحصائيات سنة 2013. تبلغ مساحتها 2673 كم².

## أعلام
- كارل بولا
- فابيان غوتليب فون بيلينغسهاوزن
- والتر فليكس